# Cormicy
Cormicy es una comuna nueva francesa situada en el departamento de Marne, de la región de Gran Este.

## Historia
Fue creada el 1 de enero de 2017, en aplicación de una resolución del prefecto de Marne de 31 de diciembre de 2016 con la unión de las comunas de Cormicy y Gernicourt, pasando a estar el ayuntamiento en la antigua comuna de Cormicy.

## Demografía
| Gráfica de evolución demográfica de Cormicy entre 1800 y 2014 |
|                                                               |

Los datos entre 1800 y 2014 son el resultado de sumar los parciales de las dos comunas que forman la nueva comuna de Cormicy, cuyos datos se han cogido de 1800 a 1999, para las comunas de Cormicy y Gernicourt de la página francesa EHESS/Cassini. Los demás datos se han cogido de la página del INSEE.

## Composición
| Comuna delegada | Código INSEE | Población (2013) | Superficie (km²) | Densidad (hab./km²) |
| --------------- | ------------ | ---------------- | ---------------- | ------------------- |
| Cormicy         | 51171        | 1431             | 24.27            | 59                  |
| Gernicourt      | 02344        | 47               | 7.47             | 6                   |